# Parc des Princes
Parc des Princes ("Prinsernes park") er et stadion i Paris. Det er hjemmebane for det franske fodboldhold Paris Saint-Germain og var tidligere Frankrigs landsholdsarena. Danmark spillede i juni 1984 på denne arena åbningskampen ved EM mod Frankrig, der vandt 1-0 på et heldigt mål af Michel Platini, hvis skud ramte en dansk forsvarer og narrede den danske målmand Ole Qvist.
Vore dages Parc des Princes blev åbnet i juni 1972, tegnet af arkitekten Roger Taillibert. Der har tidligere ligget to stadioner på samme sted, åbnet i 1897 og 1932, som begge hovedsagelig var velodromer.
Rugbyklubben Racing Club de France spillede på Parc des Princes mellem 1984 og 1990. En anden rugbyklub, Stade Français, spiller på den anden side af vejen, på Stade Jean Bouin.
Parc des Princes blev afløst som landsholdsarena i fodbold, da Stade de France blev bygget til VM i fodbold 1998.